# Vincent Gagnier
Vincent Gagnier (Victoriaville, 21 juli 1993) is een Canadese freestyleskiër.

## Carrière
Gagnier maakte zijn wereldbekerdebuut in maart 2012 in Mammoth Mountain. In januari 2014 scoorde hij met een vierde plaats in Breckenridge zijn eerste wereldbekerpunten. Tijdens de Winter X Games XVIII in Aspen veroverde de Canadees de zilveren medaille op het onderdeel big air. Op de Winter X Games XIX in Aspen behaalde Gagnier de gouden medaille op het onderdeel big air. Op 12 februari 2016 boekte hij in Boston zijn eerste wereldbekerzege.

## Resultaten

### Wereldbeker
Eindklasseringen
| Seizoen   | Algm | SS  |
| --------- | ---- | --- |
| 2013/2014 | 105e | 21e |
| 2015/2016 |      |     |

Wereldbekerzeges
| Datum            | Plaats | Onderdeel |
| ---------------- | ------ | --------- |
| 12 februari 2016 | Boston | Big air   |